# Mazus pulchellus
Mazus pulchellus är en tvåhjärtbladig växtart som beskrevs av William Botting Hemsley. Mazus pulchellus ingår i släktet Mazus och familjen Mazaceae. Inga underarter finns listade i Catalogue of Life.